# Alpi dello Stubai del Nord
Le Alpi dello Stubai del Nord (in tedesco Nördliche Stubaier Alpen - dette anche Catena Schrankogel-Kalkkögel-Sellrainer) sono un massiccio montuoso delle Alpi dello Stubai. Si trovano in Tirolo (Austria).
Costituiscono la parte settentrionale delle Alpi dello Stubai. Prendono il nome anche dai monti principali che le compongono: Schrankogel, Kalkkögel e Sellrainer.

## Delimitazioni
Ruotando in senso orario i limiti geografici sono: Mutterberger Joch, Suiztal, Ötztal, fiume Inn, Innsbruck, Stubaital, Mutterberger Joch.

## Classificazione
Secondo la SOIUSA esse sono un supergruppo alpino con la seguente classificazione:
- Grande parte = Alpi Orientali
- Grande settore = Alpi Centro-orientali
- Sezione = Alpi Retiche orientali
- Sottosezione = Alpi dello Stubai
- Supergruppo = Alpi dello Stubai del Nord
- Codice = II/A-16. II-B

## Suddivisione
Si suddividono in due gruppi e cinque sottogruppi:
- Gruppo dello Schrankogel (3)
  - Gruppo Schrankogel-Ruderhofspitze (3.a)
  - Gruppo Bachfallen-Larstig (3.b)
    - Gruppo Hoher Seeblaskogel-Gaisslehnkogel (3.b/a)
    - Gruppo Breiter Grieskogel-Larstigfernerkopf (3.b/b)

  - Monti Sellrainer(3.c)
    - Gruppo Gleirscher Fernerkogel-Grubenwand (3.c/a)
    - Gruppo dello Villerspitze (3.c/b)

  - Kalkkögel(3.d)
  - Gruppo Zwieserbacher Rosskogel-Acherkogel (3.e)
- Gruppo del Sellrainer (4)

## Montagne
Le principali montagne sono:
- Schrankogel - 3.496 m
- Ruderhofspitze - 3.474 m
- Lisenser Fernerkogel - 3.298 m
- Breiter Grießkogel - 3.287 m
- Hoher Seeblaskogel - 3.235 m
- Gleirscher Fernerkogel - 3.194 m
- Hohe Villerspitze - 3.092 m
- Acherkogel - 3.007 m
- Schlicker Seespitze - 2.804 m